# Microregione di Alto Capibaribe
Alto Capibaribe è una microregione dello Stato del Pernambuco in Brasile, appartenente alla mesoregione di Agreste Pernambucano.
È una suddivisione creata puramente per fini statistici, pertanto non è un'entità politica o amministrativa.

## Comuni
Comprende 9 comuni:
- Casinhas
- Frei Miguelinho
- Santa Cruz do Capibaribe
- Santa Maria do Cambucá
- Surubim
- Taquaritinga do Norte
- Toritama
- Vertente do Lério
- Vertentes